# Humanista buddhizmus
A humanista (emberi birodalom) buddhizmus  (kínai: 人間佛教, pinjin: rénjiān fójiào) modern filozófia, amelyet főleg az új vallási mozgalmakban gyakorolnak a kínai és nicsiren buddhizmusban.

## A kifejezés eredete
Taj-hszü, a 20. századi kínai buddhizmus egyik reformista úttörője népszerűsítette legelőször a „buddhizmus az emberi életért” fogalmat, (kínai: 人生佛教, pinjin: ren-seng fo-csiao) de a kifejezést feltehetően nem ő alkotta meg. Az „emberi életért” kifejezés a késői Ming-dinasztia és a köztársaság korabeli kínai buddhizmus bizonyos aspektusainak a kritikáját jelenti, név szerint a szellemekre és a temetkezésre és szertartásokra vonatkozóan.
Taj-hszü szintén használta a „buddhizmus az emberi világért” vagy népszerűbb nevén a „humanista buddhizmus” (kínai: 人間佛教, pinjin: ren-csian fo-csiao) kifejezést is. A két kifejezést eleinte szinonimaként használták. Taj-hszü egyik tanítványa, Jin Sun tette népszerűvé mindkét kifejezést Tajvanban a Kínai Kommunista Párt elleni polgárháború győzelme után és a szigeten vált igazán használatos fogalommá a Kínából száműzött vallási vezetők körében. A humanista és elkötelezett buddhista mozgalmakkal kapcsolatban tartottak nemzetközi konferenciát 2009 májusában a tajvani Fo-kuang Egyetemen.

## A Tiszta Föld az emberi birodalomban
A humanisztikus reformáció támogatói nem tekintettek a mozgalomra a buddhizmus egyéb formáinak az elutasításaként, inkább újraértelmezésnek szánták. Klasszikus példának számít egy "tiszta föld létrehozása az emberi birodalomban" (kínai: 建設人間淨土, pinjin: jiànshè rénjiān jìngtǔ), amely Tiszta Föld buddhizmus egy új értelmezésének tekinthető. A Tiszta Föld buddhizmus a kínai buddhizmus egyik népszerű formája volt az elmúlt ezer évben, elsősorban a világi emberek körében. Több gyakorlatot átvettek az új irányzatba, azonban azok célja módosult. Az Amitábha tiszta földjén való újjászületés helyett a gyakorló a társadalomban szeretne jobb szereplővé válni és a Földön létrehozni egy „tiszta földet”. Ez az értelmezést igazolja több mahájána szöveg is, amelyekben a bódhiszattva (mahájána gyakorló) "tiszta földről tiszta földre utazik és közben buddháktól és bodhiszattváktól tanul".

## A Szóka Gakkai és a buddhista humanizmus
Daiszaku Ikeda, a Szóka Gakkai új vallási mozgalom vezetője szerint,
|  | „a humanista buddhista lényege az ahhoz való ragaszkodás, hogy az emberi lények a spirituális képességeiket a maximumra fejlesszék, amellett, hogy megingathatatlan hittel bíznak saját képességeikben. Emiatt az emberiségbe vetett hit abszolút központi fontosságú a buddhizmusban.” |
|  | |

 A humanista buddhizmus egy másik aspektusa a vallásközi párbeszéd és az erőszakmentesség közös nézeteinek tanulmányozása.